# Performance Review
"Performance Review" é o oitavo episódio da segunda temporada da série de televisão estadunidense The Office, o décimo quarto no geral. Foi escrito por Larry Wilmore, dirigido por Paul Feig e exibido pela primeira vez em 15 de novembro de 2005 pela NBC. Teve como convidada Melora Hardin, interpretando Jan Levinson.
A série retrata a vida cotidiana dos funcionários na filial da empresa de papel Dunder Mifflin em Scranton. Nesse episódio, Michael Scott (Steve Carell) realiza avaliações de desempenho de seus funcionários e luta para fazer com que Jan Levinson (Melora Hardin) discuta sobre seu relacionamento após o beijo na exibição anterior.
O roteiro seria originalmente sobre perda de peso e exibido no início da temporada. Várias cenas foram criadas devido a acidentes ou improvisos. "Performance Review" continha várias referências à cultura pop. Recebeu críticas positivas, atingindo uma classificação de 3,9 na faixa entre 18 a 49 anos e sendo assistido por 8 milhões de espectadores.

## Sinopse
Michael Scott está fazendo avaliações anuais de desempenho, mas, em vez de avaliar os funcionários, pede a opinião deles sobre uma ligação de sua própria chefe, Jan Levinson. Ela afirma que não pretende namorar com o gerente regional, mas ele continua questionando sobre o relacionamento. Durante a avaliação de Michael, Jan insiste que ele permaneça estritamente profissional e apresente suas ideias para melhorar os negócios. Ele vasculha a caixa de sugestões em busca de ideias, mas acaba direcionando para vida pessoal. Enquanto sai furiosa do escritório, Michael continua querendo saber por que Jan não quer uma relação. Ela revela seus sentimentos e diz que não está pronta, deixando-o satisfeito com a rejeição, pois não tratava-se de sua aparência.
Em uma conversa com Dwight Schrute, Jim Halpert percebe que seu colega pensa que é sexta-feira em vez de quinta-feira. Pam Beesly e Jim reforçam esse equívoco. Durante sua avaliação, Dwight pede um aumento, alegando que nunca faltou um dia, chegando até mesmo a invadir o escritório para trabalhar em feriados. A confusão no calendário faz com que não apareça na manhã seguinte, levando Michael a sugerir que Dwight estava mentindo.

## Produção

### Roteiro
O roteiro foi escrito por Larry Wilmore, sendo sua primeira e única vez ocupando o cargo. Ele já havia interpretado Mr. Brown, um instrutor de diversidade racial, que faz uma palestra para o escritório em "Diversity Day" da primeira temporada. O episódio seria originalmente sobre perda de peso e exibido no início da temporada. No entanto, depois de "The Dundies" e "The Fire", o criador Greg Daniels decidiu postergar e combiná-lo com elementos de "The Client". Quando "Performance Review" estava sendo formulado, Wilmore tinha "quatro ideias diferentes que foram reunidas". A cena de confusão em relação ao dia da semana foi inspirada em um cartão que dizia "quinta-feira, sexta-feira". Depois de questionar, Wilmore observou que o erro "seria ótimo" e uma "coisa muito engraçada de fazer com Dwight". Originalmente, a gravação continha uma subtrama em que Pam tenta fazer com que Michael compre uma nova cadeira. O momento, de fato, foi filmado, mas nunca foi ao ar.

### Filmagem
O episódio foi dirigido por Paul Feig, pela terceira nessa ocupação depois de "Office Olympics" e "Halloween". Durante as filmagens, Jenna Fischer pegou um resfriado. Em vez de adiar, no entanto, ela memorizou e efetuou todas as suas falas, o que fez com que a colega de elenco Angela Kinsey a chamasse de "guerreira".
Várias cenas foram criadas de maneira acidental e improvisadas. Na abertura, Jim fura a bola de pilates adquirida por Dwight, depois dele se tornar irritante. O trecho foi ensaiado com sucesso "cerca de dez vezes"; cada vez que Krasinski perfurava o plástico, ela se esvaziava lentamente. No entanto, durante a filmagem, Jim acertou "bem na costura", fazendo com que Wilson caísse rápida e dramaticamente no carpete. Vários membros do elenco podem ser vistos rindo no fundo, devido à natureza inesperada. Inicialmente, isso seria cortado pela edição, mas Wilmore implorou a Daniels para incluí-lo na exibição final. O trecho que Michael agarra acidentalmente o seio de Jan foi baseada em um erro cometido por Carell durante um ensaio. Originalmente, ele deveria dar um tapinha no ombro de Hardin. Em vez disso, no entanto, seu dedo passou raspando no seio dela. A atriz, achando o acidente "hilário", exigiu que Carell repetisse durante a gravação. Além disso, vários momentos deles não estavam roteirizados, como as falas iniciais e a discussão no final. Wilson conta que teve que ficar sentado em sua mesa por "uma hora e meia" devido à improvisação.
Durante a cena da caixa de sugestões, Wilmore se baseou em Ed McMahon, fazendo com que Dwight repetisse tudo o que o gerente regional dizia. Paul Lieberstein afirmou que o momento na sala de conferências foi "o coração" do episódio. Hardin lembrou que era extremamente difícil permanecer no personagem, devido às piadas e às reações do elenco. A equipe deu risada mais do que o normal durante as filmagens. Em um trecho, Michael lê uma sugestão de alguém chamado Tom, que pede ajuda para pessoas com depressão. Depois de questionar quem é, Phyllis relembra que ele trabalhou na contabilidade até o ano anterior e cometeu suicídio. Wilmore afirmou durante os comentários do DVD que os escritores o mencionariam na terceira temporada, em que sua história seria explicada, mas isso nunca ocorreu. No entanto, durante a sessão de perguntas e respostas da Convenção de The Office em 2007, os roteiristas sugeriram que a morte de Tom foi a razão pela qual Ryan foi contratado.
O DVD da segunda temporada contém várias cenas deletadas deste episódio. As mais notáveis incluem Michael fazendo a avaliação de Oscar Martinez (Oscar Nunez), Dwight dando conselhos a Jim, ele confundindo o gerente ao questioná-lo sobre seu encontro com Jan usando metáforas de beisebol para sexo, Michael ligando para o ex-marido de Jan e descrevendo o escritório com uma metáfora confusa sobre órgãos sexuais, além de uma subtrama inteira na qual Ryan segue uma trilha misteriosa de bilhetes começando na caixa de sugestões.